# Medetera polonica
Medetera polonica är en tvåvingeart som beskrevs av Negrobov och Capecki 1977. Medetera polonica ingår i släktet Medetera och familjen styltflugor. Inga underarter finns listade i Catalogue of Life.